# Мусин, Дуйсенгазы Магауянович
Дуйсенгазы Магауянович Мусин (каз. Дүйсенғазы Мағауияұлы Мусин; 15 июля 1957, село Ильинка, Жарминский район, Семипалатинская область, Казахская ССР, СССР) — казахстанский государственный деятель. Депутат сената парламента Казахстана от Восточно-Казахстанской области (с 2017 года).

## Биография
В 1974 году окончил Казахский государственный Ордена Трудового Красного Знамени сельскохозяйственный институт по специальности «агроном», в 2004 году — Казахский гуманитарно-юридический университет по специальности «юрист».
1975—1985 гг. — агроном-семеновод, главный агроном колхоза имени Ленина Жарминского района.
1985—1988 гг. — заведующий сельскохозяйственным отделом Жарминского райкома партии.
1988—2001 гг. — директор племсовхоза, заместитель генерального директора ТОО «Алтай», доверительный управляющий, председатель правления, президент АО «Племзавод Калбатау».
Февраль 2001 — апрель 2009 года — аким Жарминского района Восточно-Казахстанской области.
Апрель 2009 — декабрь 2014 года — аким Кокпектинского района Восточно-Казахстанской области.
Декабрь 2014 — июнь 2017 года — заместитель акима Восточно-Казахстанской области по аграрным вопросам.
С июня 2017 года — депутат сената парламента Казахстана от Восточно-Казахстанской области, член комитета по аграрным вопросам, природопользованию и развитию сельских территорий.

## Награды
- Орден «Курмет» (2007)
- Заслуженный деятель Казахстана (1999)
- медаль Союза ветеранов ограниченных войн Афганистана и Казахстана «За особые заслуги»
- Почётный гражданин Жарминского района[3]
- Заслуженный спортсмен Казахстана (2004)
- Почётная грамота Совета МПА СНГ (29 ноября 2018 года, Межпарламентская ассамблея СНГ) — за активное участие в деятельности Межпарламентской  Ассамблеи и её органов, вклад в укрепление дружбы между народами государств — участников Содружества Независимых Государств[4]

## Семья
Его отец — Мусин Магауия. Его мать — Мусина Сакып.
Женатый. Жена — Мусина Бахытгуль Мустафакызы (1959 г.р.), пенсионерка, предприниматель Национальной компании «Жасар».
Сын — Мусин Ренат (1983 г.р.); дочь Мусина Жанна (1987 г.р.).